# Akira Akatsuki
Akira Akatsuki (暁月 あきら Akatsuki Akira?,  nació el 18 de agosto de 1977) es un Mangaka japonés conocido por ilustrar el manga Medaka Box.
Comenzó su carrera como mangaka bajo el seudónimo "Kuuya" en doujinshis. En 2003 Shueisha le abrió las puertas del terreno profesional con la publicación del one shot "Z-XL Dai" en la revista Akamaru Jump. También se encargó de ilustrar las novelas "Knight Class" y desarrolló una efímera publicación en la revista Shonen Jump, "Contractor M&Y" de solos dos tomos. 
Medaka Box es su mayor éxito hasta la fecha.